# Championnat de Nouvelle-Zélande de football 2008-2009
Navigation
Saison précédente Saison suivante
La saison 2008-2009 du Championnat de Nouvelle-Zélande de football est la quarantième édition du championnat de première division en Nouvelle-Zélande et la 5e édition du New Zealand Football Championship. La NZFC regroupe les huit clubs du pays au sein d'une poule unique, où ils s'affrontent deux fois au cours de la saison, à domicile et à l'extérieur. À la fin de la compétition, les quatre premiers du classement disputent la phase finale pour le titre. Le championnat fonctionne avec un système de franchises, comme en Australie ou en Major League Soccer ; il n'y a donc ni promotion, ni relégation en fin de saison.
C'est le club d'Auckland City FC qui remporte le titre après avoir battu lors de la finale nationale Waitakere United, tenant du titre, qui a terminé en tête du classement à l'issue de la saison régulière. C'est le 4e titre de champion de Nouvelle-Zélande de l'histoire du club.
Deux places qualificatives pour la Ligue des champions sont attribuées : une pour le premier du classement à l'issue de la saison régulière et une pour le vainqueur de la finale nationale. Si un club termine en tête du classement puis remporte la finale, c'est le deuxième du classement qui reçoit son billet pour la Ligue des champions.

## Les clubs participants
| - Auckland City FC - Waitakere United - Team Wellington - Canterbury United | - Hawke's Bay United - Otago United - YoungHeart Manawatu - Waikato FC |

## Compétition

### Première phase

#### Classement
Le barème utilisé pour établir le classement est le suivant :
- Victoire : 3 points
- Match nul : 1 point
- Défaite : 0 point

| Rang | Équipe              | Pts | J  | G  | N | P  | Bp | Bc | Diff |
| ---- | ------------------- | --- | -- | -- | - | -- | -- | -- | ---- |
| 1    | Waitakere United T  | 33  | 14 | 10 | 3 | 1  | 30 | 12 | +18  |
| 2    | Auckland City FC    | 25  | 14 | 8  | 1 | 5  | 27 | 15 | +12  |
| 3    | YoungHeart Manawatu | 23  | 14 | 7  | 2 | 5  | 22 | 19 | +3   |
| 4    | Team Wellington     | 23  | 14 | 7  | 2 | 5  | 28 | 28 | 0    |
| 5    | Hawke's Bay United  | 22  | 14 | 7  | 1 | 6  | 24 | 17 | +7   |
| 6    | Waikato FC          | 19  | 14 | 6  | 1 | 7  | 19 | 22 | -3   |
| 7    | Otago United        | 8   | 14 | 2  | 2 | 10 | 16 | 32 | -16  |
| 8    | Canterbury United   | 8   | 14 | 2  | 2 | 10 | 11 | 32 | -21  |

|  | Qualification pour la Ligue des champions 2009-2010 et la phase finale |
|  | Qualification pour la phase finale                                     |
|  | T : Tenant du titre                                                    |

#### Résultats
| Résultats (▼dom., ►ext.)                                   | ACFC | CU  | HBU | OU  | TW  | WFC | WU  | YM  |
| Auckland City FC                                           |      | 5-0 | 3-1 | 2-0 | 1-3 | 3-0 | 1-2 | 3-0 |
| Canterbury United                                          | 2-1  |     | 0-4 | 1-2 | 2-2 | 0-1 | 0-2 | 0-1 |
| Hawke's Bay United                                         | 0-1  | 1-2 |     | 2-0 | 1-2 | 2-1 | 0-1 | 2-3 |
| Otago United                                               | 0-1  | 2-1 | 1-3 |     | 2-4 | 3-3 | 2-3 | 2-3 |
| Team Wellington                                            | 2-1  | 3-1 | 2-5 | 1-1 |     | 4-1 | 2-4 | 3-2 |
| Waikato FC                                                 | 1-3  | 3-1 | 0-1 | 3-1 | 2-0 |     | 2-1 | 2-0 |
| Waitakere United                                           | 4-2  | 1-1 | 0-0 | 3-0 | 2-0 | 2-0 |     | 3-0 |
| YoungHeart Manawatu                                        | 0-0  | 4-0 | 1-2 | 2-0 | 3-0 | 1-0 | 2-2 |     |
| - Victoire à domicile - Match nul - Victoire à l'extérieur |      |     |     |     |     |     |     |     |

### Phase finale

#### Tableau
|  | Demi-finales            | Demi-finales         |                      |       | Finale       | Finale       |
|  | Demi-finales            | Demi-finales         |                      |       | Finale       | Finale       |
|  |                         |                      |                      |       |              |              |
|  | 14 et 21 mars 2009      | 14 et 21 mars 2009   |                      |       | 29 mars 2009 | 29 mars 2009 |
|  | 14 et 21 mars 2009      | 14 et 21 mars 2009   |                      |       | 29 mars 2009 | 29 mars 2009 |
|  | [1] Waitakere United    | 1 - 5                |                      |       | 29 mars 2009 | 29 mars 2009 |
|  | [1] Waitakere United    | 1 - 5                |                      |       | 29 mars 2009 | 29 mars 2009 |
|  | [4] Team Wellington     | 0 - 0                |                      |       | 29 mars 2009 | 29 mars 2009 |
|  | [4] Team Wellington     | 0 - 0                | [1] Waitakere United | 1     |              |              |
|  | 15 et 22 mars 2009      |                      | [1] Waitakere United | 1     |              |              |
|  |                         | [2] Auckland City FC | 2                    |       |              |              |
|  | [2] Auckland City FC    | [2] Auckland City FC | 2                    | 1 - 3 |              |              |
|  | [2] Auckland City FC    |                      |                      | 1 - 3 |              |              |
|  | [3] YoungHeart Manawatu | 3 - 0                |                      |       |              |              |
|  | [3] YoungHeart Manawatu | 3 - 0                |                      |       |              |              |

#### Demi-finales
| Équipe 1            | Résultat | Équipe 2         | Aller | Retour |
| ------------------- | -------- | ---------------- | ----- | ------ |
| Team Wellington     | 0 - 6    | Waitakere United | 0 - 1 | 0 - 5  |
| YoungHeart Manawatu | 3 - 4    | Auckland City FC | 3 - 1 | 0 - 3  |

#### Finale
| Équipe 1         | Résultat | Équipe 2         |
| ---------------- | -------- | ---------------- |
| Waitakere United | 1 - 2    | Auckland City FC |

## Bilan de la saison
| Championnat de Nouvelle-Zélande de football 2008-2009 |                             |
| Champion                                              | Auckland City FC (4e titre) |
| Qualifications continentales                          |                             |
| Ligue des champions de l'OFC 2009-2010                | Waitakere United            |
| Ligue des champions de l'OFC 2009-2010                | Auckland City FC            |